# Tulunan
Tulunan (Bayan ng Tulunan) är en kommun i Filippinerna. Kommunen ligger på ön Mindanao, och tillhör provinsen Cotabato. Folkmängden uppgår till 41 756 invånare.

## Barangayer
Tulunan är indelat i 29 barangayer.
| - Bagumbayan - Banayal - Batang - Bituan - Bual - Daig - Damawato - Dungos - Kanibong - La Esperanza - Lampagang - Bunawan - Magbok - Maybula - Minapan | - New Caridad - New Culasi - New Panay - Paraiso - Poblacion - Popoyon - Sibsib - Tambac - Tuburan - F. Cajelo - Bacong - Galidan - Genoveva Baynosa - Nabundasan |